# Digitales Schulbuch
Digitale Schulbücher sind in digitalisierter (oder elektronischer) Form vorliegende und für den Einsatz im Schulunterricht, normalerweise offiziell durch das Approbationsverfahren des zuständigen Ministeriums, zugelassene Werke.
Die Aufbereitung der Inhalte zeichnet sich dadurch aus, dass verschiedene interaktive Funktionen und multimediale Inhalte, wie Videoclips, Animationen, Feedbackfunktionen und Virtual Reality, in unterschiedlicher Kombination darin angeboten werden können. Digitale Schulbücher sind in besonderer Weise dafür konzipiert, den persönlichen Eigenschaften und Bedürfnissen der Lerner entgegenzukommen. Als Alternative zum Schulbuch sind sie, in Abwägung von Aufwand und Nutzen, jedoch auch umstritten.

## Beispiele aus Deutschland
Deutsche Bildungsmedienhersteller bieten seit dem Schuljahr 2012/13 digitale Schulbuchversionen, parallel zu einer schon zuvor bestehenden digitalen Produktpalette, an. Die Bücher aller beteiligten Verlage können über die Plattform „Digitale Schulbücher“ abgerufen werden. Sie sind in einem einheitlichen Format offline und online verfügbar. Als App stehen die digitalen Schulbücher sowohl für das iPad als auch für Android-Tablets zur Verfügung.
Im Rahmen des Modellversuchs Schulbuch-O-Mat sollten Schulbücher kollaborativ entstehen und frei zugänglich sein, wobei geltende Lehrpläne zu Grunde gelegt werden. Die Finanzierung dieses Projekts wurde über die Crowdfunding-Community startnext.org organisiert. Daraus ist ein Biologiebuch für die 7. und 8. Klasse entstanden, das seit 2013 heruntergeladen werden kann. Es gehört zu den Open Educational Resources und steht unter Creative Commons (CC).
Das Technology Enhanced Textbook, das von der FU Berlin entwickelt wird, hat sich am weitesten von seiner Buchvorlage gelöst. Gelöst in dem Sinne, dass es die typischen Strukturierungs-, Repräsentations-, Steuerungs-, Übungs- und Kontrollfunktionen eines Schulbuchs, die wesentliche Merkmale (gedruckter) Schulbücher sind, anders auslegt. Es ist eher dafür gemacht, die Schüler zu Autoren und Gestaltern werden zu lassen, indem sie das Schulbuch personalisieren. Konstruktivistischen Ansätzen folgend, sollen die Schüler damit zur aktiven Wissenskonstruktion und zur Auseinandersetzung mit der Umwelt angehalten werden. Dazu dienen verschiedene Experimentierfunktionen.
Das mBook-Projekt des Instituts für digitales Lernen und der Professur für Theorie und Didaktik der Geschichte in Eichstätt entwickelte für das Fach Geschichte ein system- und plattformunabhängiges multimediales Geschichtsbuch für die Sekundarstufe 1 und 2. Es kommt seit 2013 in der Deutschsprachigen Gemeinschaft in Belgien und seit August 2014 in Nordrhein-Westfalen in einem Pilotversuch zum Einsatz. Teil des Projekts ist die wissenschaftliche Erforschung multimedialen Lernens im Unterricht. Seit August 2016 steht das mBook Geschichte allen Lehrkräften und Interessenten mit einem Lizenzmodell zur Verfügung.
Das rheinland-pfälzische Projekt inf-schule entwickelt für das Fach Informatik seit 2008 ein system- und plattformunabhängiges multimediales interaktives Schulbuch für die Sekundarstufe 1 und 2. Es ist frei verfügbar, verfolgt die Ideale der OER für freie Bildungsmedien und steht unter einer Creative-Commons-Lizenz. Seit 2020 wird parallel das Schulbuch o-mathe für das Fach Mathematik entwickelt.
Die Net-Schulbücher sind digitale Schulbücher, die für die Fächer Mathematik und Informatik in Nordrhein-Westfalen entwickelt wurden. Die Bücher orientieren sich am gültigen Lehrplan NRW für die Sekundarstufe II Die Bücher werden nur digital angeboten und enthalten viele interaktive Aufgaben und multimediale Elemente zur Erarbeitung der Unterrichgtsinhalte. Im Mathematikbuch wird mit dem Tool Geogebra gearbeitet. 2024 erschien ein neues digitales Schulbuch für den Informatikunterricht in den Jahrgangsstufen 5/6, das in NRW als Lehrmittel für Gymnasien genehmigt wurde. Die darin verwendeten Programmierumgebungen mit visueller Programmierung sind frei verfügbar.